# Teardrop
Een teardrop is een denial-of-serviceaanval tegen een host op een computernetwerk. De aanval maakt misbruik van fouten in de implementatie van de TCP/IP-stack van sommige fabrikanten. Door IP-fragmenten te sturen die elkaar overlappen, ontstaat er bij het opnieuw samenstellen een verminkt pakket, waardoor sommige besturingssystemen crashten. Hedendaagse computers zijn niet langer kwetsbaar voor deze aanval.
Bij de teardrop-attack worden fragmenten van IP-pakketten gestuurd, die daarna bij het samenstellen gaan overlappen. Het eindresultaat is dat de machine crasht. Een soortgelijke aanval werd voor 2009 al uitgevoerd op Windows 3.1, 95 en NT.
Met de op een full-disclosure-lijst gepubliceerde code kan een aanvaller volgens beveiligingsspecialist Laurent Gaffe Windows 7- en Vista-machines laten crashen waarop bestands- en printerdeling via SMB aan staat. De onderzoeker die de code publiceerde, zegt dat Windows XP- en Windows 2000-machines er geen last van hebben, omdat deze versies het kwetsbare stuurprogramma niet gebruiken. De fout zelf is opgenomen in de Metasploit-testsoftware.

## Bug
In september 2009 claimde beveiligingsspecialist Laurent Gaffe dat door een fout in Windows 7 en Vista een aanval uitgevoerd kan worden waarmee een kritieke systeemfout optrad. Microsoft zei dat de fout, ook wel bekend als het blue screen of death, alleen voorkwam in Windows Vista.